# U 92 (U-Boot, 1942)
U 92 war ein deutsches U-Boot vom Typ VII C, das im Zweiten Weltkrieg von der deutschen Kriegsmarine eingesetzt wurde.

## Geschichte
Der Auftrag für das Boot wurde am 25. Januar 1939 an die Flender-Werke in Lübeck vergeben. Die Kiellegung erfolgte am 25. November 1940, der Stapellauf am 10. Januar 1942, die Indienststellung unter Oberleutnant zur See Adolf Oelrich fand schließlich am 3. März 1942 statt. Wie die meisten deutschen U-Boote seiner Zeit trug auch U 92 ein Emblem, das das Boot charakterisierte. In diesem Fall war es ein Delfin, der sich um einen Torpedo windet.
Das Boot gehörte nach seiner Indienststellung am 3. März 1942 bis zum 31. August 1942 als Ausbildungsboot zur 5. U-Flottille in Kiel. Nach seiner Ausbildung kam es vom 1. September 1942 bis zu seiner Außerdienststellung am 12. Oktober 1944 als Frontboot zur 9. U-Flottille in Brest.

## Einsatzstatistik
U 92 absolvierte während seiner Dienstzeit neun Unternehmungen, auf denen zwei Schiffe mit 17.652 BRT versenkt und ein Schiff mit 9.348 BRT beschädigt wurden.

### Erste Unternehmung
Das Boot lief am 12. August 1942 von Kiel aus und lief am 25. September 1942 um 20.30 Uhr in Brest ein. Es lief am 13. August 1942 in Kristiansand zur Ergänzung ein und wurde nochmals am 17. September 1942 von U 461 mit Brennstoff und Proviant versorgt. Auf dieser 45 Tage dauernden und 6.798,9 sm über und 542 sm unter Wasser langen Unternehmung in den Nordatlantik und südwestlich von Island, wurden keine Schiffe versenkt oder beschädigt. U 92 gehörte zur Gruppe mit dem Tarnnamen „Vorwärts“.

### Zweite Unternehmung
Das Boot lief am 24. Oktober 1942 um 17.30 Uhr von Brest aus und lief am 28. Dezember 1942 um 14.30 Uhr wieder dort ein. U 92 wurde am 29. November 1942 von U 118 mit 78 m³ Brennstoff und Proviant und am 22. Dezember 1942 von U 463 ebenfalls mit Proviant versorgt. Auf dieser 66 Tage dauernden und 8.331,7 sm über und 1.116,9 sm unter Wasser langen Unternehmung in den Nordatlantik, westlich von Irland sowie westlich Gibraltar und Marokko, wurden ein Schiff mit 7.662 BRT versenkt.
- 16. November 1942: Versenkung des britischen Dampfers Clan Mactaggart mit 7.662 BRT. Der Dampfer wurde durch zwei Torpedos versenkt. Er fuhr in Ballast und hatte 54 Soldaten an Bord; er war auf dem Weg von Gibraltar zum Clyde. Das Schiff gehörte zum Konvoi MKS-1X mit 29 Schiffen. Es gab drei Tote und 172 Überlebende.

### Dritte Unternehmung
Das Boot lief am 6. Februar 1943 um 16.20 Uhr von Brest aus und lief am 5. März 1943 um 11.45 Uhr wieder dort ein. Auf dieser 27 Tage dauernden und 4.121,5 sm über und 665 sm unter Wasser langen Unternehmung in den Nordatlantik, wurde ein Schiff 9.990 BRT versenkt und ein Schiff mit 9.348 BRT beschädigt. U 92 gehörte zur Gruppe mit dem Tarnnamen „Knappen“.
- 21. Februar 1943: Versenkung des britischen Dampfer Empire Trader (Lage) mit 9.990 BRT. Der Dampfer wurde durch einen Torpedo versenkt. Er hatte 985 t Chemikalien geladen und war auf dem Weg von Newport und Belfast nach New York. Das Schiff war ein Nachzügler des Konvois ON-166 mit 48 Schiffen. Es gab keine Verluste, 106 Überlebende.
- 22. Februar 1943: Beschädigung des norwegischen Tankers N.T. Nielsen Alonso mit 9.348 BRT. Der Tanker wurde durch zwei Torpedos beschädigt. Er fuhr in Ballast und war auf dem Weg von Glasgow nach New York. Es gab drei Tote und 53 Überlebende.

### Vierte Unternehmung
Das Boot lief am 12. April 1943 um 17.10 Uhr von Brest aus und lief am 26. Juni 1943 um 19.08 Uhr wieder dort ein. Es wurde am 9. Mai 1943 von U 119 30 m³ Brennstoff und Proviant, am 26. Mai 1943 von U 459 52 m³ Brennstoff und Proviant, am 4. Juni 1943 von U 558 Ersatzteile, am 12. Juni 1943 von U 460 Brennstoff und Proviant sowie von U 758 Proviant übernommen. Auf dieser 76 Tage dauernden und 10.275,2 sm über und 1.086 sm unter Wasser langen Unternehmung in den Nordatlantik, südöstlich von Kap Farewell, den Mittelatlantik sowie südwestlich der Azoren, wurden keine Schiffe versenkt oder beschädigt. U 92 gehörte zu den Gruppen mit den Tarnnamen „Specht“, „Donau II“ und „Trutz“.

### Fünfte Unternehmung
Das Boot lief am 9. Juni 1943 um 17.00 Uhr von Brest aus und lief am 7. Oktober 1943 um 17.44 Uhr wieder dort ein. Es musste noch am 9. Juni 1943 wegen Ruderproblemen nach Brest zurück. Es lief am 16. September 1943 erneut aus, musste jedoch wegen erneuter Ruderprobleme am 17. September 1943 wieder einlaufen. Es lief endgültig am 25. September 1943 um 17.10 Uhr von Brest aus. Auf dieser 12 Tage dauernden und 860 sm über und 396 sm unter Wasser langen Unternehmung in die westliche Biscaya, die wegen ständiger Probleme abgebrochen werden musste, wurden keine Schiffe versenkt oder beschädigt.

### Sechste Unternehmung
Das Boot lief am 21. November 1943 um 17.10 Uhr von Brest aus und lief am 18. Januar 1944 um 9.15 Uhr wieder dort ein. Auf dieser 58 Tage dauernden und 4.052 sm über und 1.579 sm unter Wasser langen Unternehmung, wurden keine Schiffe versenkt oder beschädigt. U 92 gehörte zu den Gruppen mit den Tarnnamen „Coronel“, „Föhr“ und „Rügen“.

### Siebente Unternehmung
Das Boot lief am 5. März 1944 um 18.00 Uhr von Brest aus und lief am 10. Mai 1944 um 8.00 Uhr wieder dort ein. Auf dieser 66 Tage dauernden und 4.007 sm über und 1.914 sm unter Wasser langen Unternehmung in den Nordatlantik, westlich von Irland sowie Neufundland, wurden keine Schiffe versenkt oder beschädigt. U 92 gehörte zur Gruppe mit dem Tarnnamen „Preußen“.

### Achte Unternehmung
Das Boot lief am 8. Juli 1944 um 21.02 Uhr von Brest aus und lief am 10. Juli 1944 um 7.15 Uhr wieder dort ein. U 92 gehörte zum Unternehmen Räuber zur Feinderkundung (Invasion). Auf dieser zwei Tage dauernden Unternehmung in den Ärmelkanal, wurden keine Schiffe versenkt oder beschädigt.

### Neunte Unternehmung
Das Boot lief am 17. August 1944 um 1.15 Uhr von Brest aus und lief am 29. September 1944 um 8.00 Uhr in Trondheim ein. Auf dieser 44 Tage dauernden und 957,5 sm über und 2.014 sm (Schnorchel) unter Wasser langen Unternehmung in den Nordatlantik zur Überführung nach Norwegen, wurde ein Schiff mit 1.625 t beschädigt.
- 27. August 1944: Beschädigung des US-amerikanischen Landungsschiffes LST-327 mit 1.625 t. Das Schiff wurde durch einen Torpedo beschädigt. Es gab 22 Tote und 78 Überlebende. Route Cherbourg – Southampton.

## Verbleib
Das Boot wurde am 12. Oktober 1944 in Bergen außer Dienst gestellt. U 92 wurde bereits am 4. Oktober 1944 bei einem RAF-Luftangriff der 6. RCAF und der 8. RAF Group auf Bergen schwer beschädigt. Es wurde zum Teil in Trondheim ausgeschlachtet und nach dem Krieg in Norwegen abgebrochen. Es gab keine Verluste.